# 菲比·布莱尔·怀特
罗塞塔·菲比·“宾基”·布莱尔·怀特（英語：Rosetta Phoebe "Binky" Blair-White；1894年9月10日—1991年3月6日）是一名爱尔兰网球运动员。

## 生平
菲比·布莱尔·怀特于1895年或1894年9月10日出生于蒂龙县奥马郡的罗塞塔·菲比·亨尼韦尔。她的父母是希尔赛德 奥马的R·J·内韦尔·DL与安娜 弗朗西斯 斯考特的R·J·内韦尔·JP。当家人搬到都柏林郡芒克斯敦时，她开始每天对着一堵墙练习网球。 1918年12月31日，她与一名板球运动员亚瑟·布莱尔·怀特结婚。他们育有三个女儿，蕾切尔·马约（1921-2012）、朱丽叶·弗朗西斯（1926-2003）和罗斯玛丽（1933-2007）。
布莱尔·怀特最初是一名网球运动员，1919年赢得了芒克斯敦草地网球俱乐部的女子锦标赛冠军。1920和1921年，她再次赢得了这项赛事的冠军。1923年，她还在贝尔法斯特的划船俱乐部锦标赛中赢得了著名的女子单打冠军。她与诺玛·斯托克和希尔达·沃利斯并列爱尔兰最佳女子网球选手。她是爱尔兰奥林匹克网球队的成员，参加过1924年巴黎奥运会。在第一场女子单打和与瓦利斯搭档的双打中均被击败。她还在混合双打比赛的第一轮中与她的混合双打搭档威廉·G·爱尔兰一起被击败。他们连战连败，只在对阵英格兰队时赢得了四场比赛。
奥运会之后，她继续赢得国内比赛。她赢得了1924年和1925年贝尔法斯特划船船俱乐部比赛。1928年，她在都柏林的菲茨威廉俱乐部赢得了全能女子单打冠军，并与罗西·弗莱明一起获得了全能女子双打比赛。她在1931年再次赢得了全明星单打比赛。1929年，她参加了温布尔登网球锦标赛，但被早早淘汰出局。她代表爱尔兰多次对抗澳大利亚和英格兰。
布莱尔·怀特余生始终对网球保持着兴趣，甚至在70多岁的时候还与孙子孙女一起打网球。晚年，她迁居英格兰薩里郡。她于1991年3月6日在萨里郡逝世，被安葬在多尼戈尔郡利福德，她的丈夫身旁。